# Fignévelle
Fignévelle est une commune française située dans le département des Vosges, en région Grand Est.
Ses habitants sont appelés les Fignévellois.

## Géographie

### Localisation
Le petit village de Fignévelle est bâti sur la rive gauche de la Saône à quelques hectomètres au sud de Godoncourt.
Le territoire communal se prolonge vers le sud ; il est limitrophe de la commune de Bousseraucourt dans la Haute-Saône.

### Hydrographie

#### Réseau hydrographique
La commune est située dans le bassin versant de la Saône au sein du bassin Rhône-Méditerranée-Corse. Elle est drainée par la Saône, le ruisseau Haut Fer et le ruisseau de l'Etang.
La Saône prend sa source à Vioménil au pied du Ménamont, au sud des monts Faucilles à 405 m d'altitude. Elle conflue avec le Rhône à Lyon, à l'altitude de 163 mètres après avoir traversé le val de Saône.
Le ruisseau Haut Fer, d'une longueur totale de 12,8 km, prend sa source dans la commune de Lamarche et se jette dans la Saône sur la commune, après avoir traversé six communes.

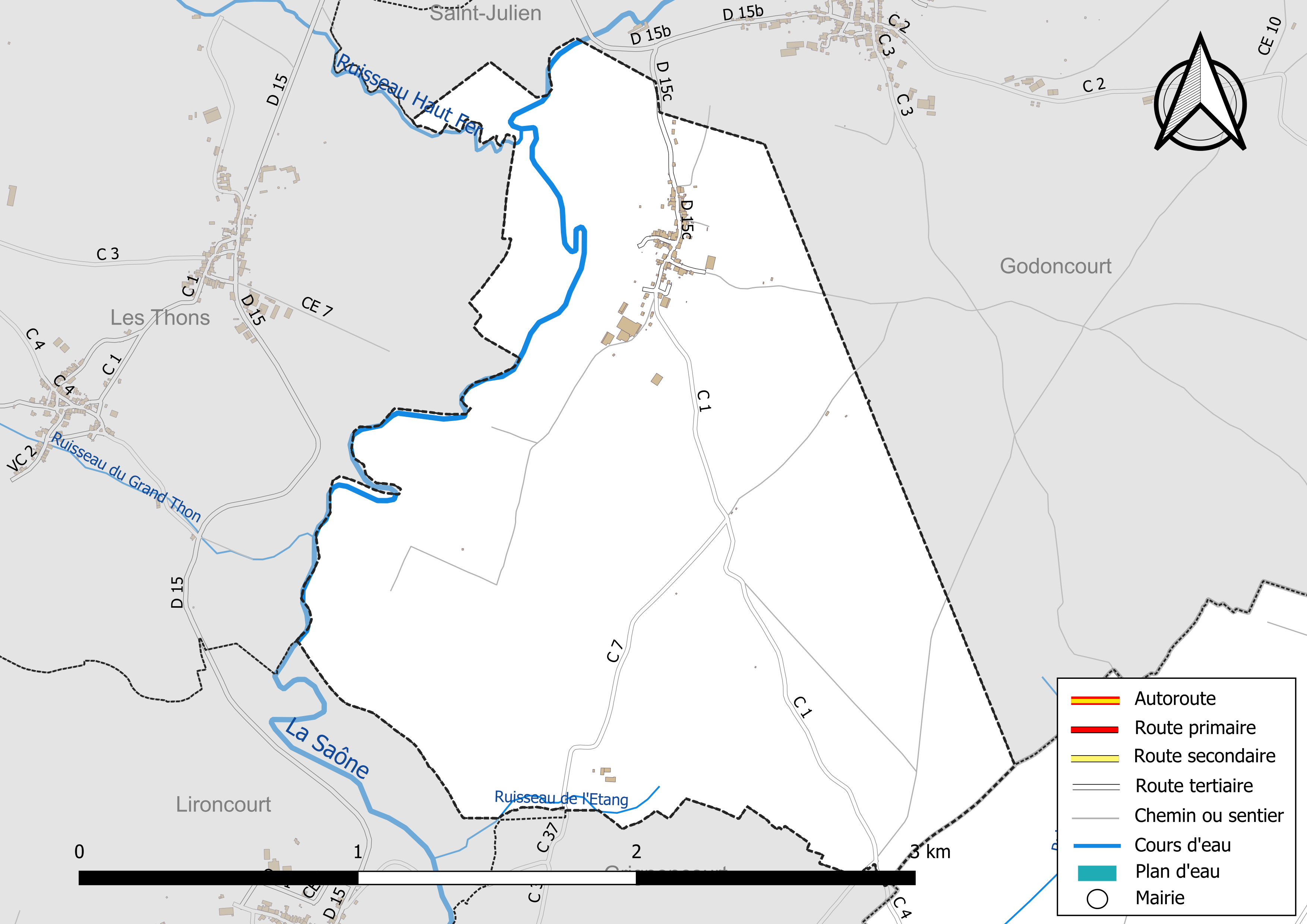
Réseaux hydrographique et routier de Fignévelle.

#### Gestion et qualité des eaux
Le territoire communal est couvert par le schéma d'aménagement et de gestion des eaux (SAGE) « Nappe des Grès du Trias Inférieur ». Ce document de planification, dont le territoire comprend le périmètre de la zone de répartition des eaux de la nappe des Grès du trias inférieur (GTI), d'une superficie de 1 497 km2,  est en cours d'élaboration. L’objectif poursuivi est de stabiliser les niveaux piézométriques de la nappe des GTI et atteindre l'équilibre entre les prélèvements et la capacité de recharge de la nappe. Il doit être cohérent avec les objectifs de qualité définis dans les SDAGE Rhin-Meuse et Rhône-Méditerranée. La structure porteuse de l'élaboration et de la mise en œuvre est le conseil départemental des Vosges.
La qualité des eaux de baignade et des cours d’eau peut être consultée sur un site dédié géré par les agences de l’eau et l’Agence française pour la biodiversité. 

### Climat
Pour des articles plus généraux, voir Climat du Grand Est et Climat des Vosges.
En 2010, le climat de la commune est de type climat des marges montargnardes, selon une étude du Centre national de la recherche scientifique s'appuyant sur une série de données couvrant la période 1971-2000. En 2020, Météo-France publie une typologie des climats de la France métropolitaine dans laquelle la commune est exposée à un climat océanique altéré et est dans la région climatique  Lorraine, plateau de Langres, Morvan, caractérisée par un hiver rude (1,5 °C), des vents modérés et des brouillards fréquents en automne et hiver. 
Pour la période 1971-2000, la température annuelle moyenne est de 9,9 °C, avec une amplitude thermique annuelle de 17,1 °C. Le cumul annuel moyen de précipitations est de 940 mm, avec 13 jours de précipitations en janvier et 9,5 jours en juillet. Pour la période 1991-2020, la température moyenne annuelle observée sur la station météorologique de Météo-France la plus proche, « Venisey », sur la commune de Venisey à 19 km à vol d'oiseau, est de 11,0 °C et le cumul annuel moyen de précipitations est de 850,7 mm. 
La température maximale relevée sur cette station est de 39,7 °C, atteinte le 25 juillet 2019 ; la température minimale est de −17,4 °C, atteinte le 30 décembre 2005,,. 
Les paramètres climatiques de la commune ont été estimés pour le milieu du siècle (2041-2070) selon différents scénarios d'émission de gaz à effet de serre à partir des nouvelles projections climatiques de référence DRIAS-2020. Ils sont consultables sur un site dédié publié par Météo-France en novembre 2022.

## Urbanisme

### Typologie
Au 1er janvier 2024, Fignévelle est catégorisée commune rurale à habitat très dispersé, selon la nouvelle grille communale de densité à sept niveaux définie par l'Insee en 2022.
Elle est située hors unité urbaine et hors attraction des villes,.

### Occupation des sols
L'occupation des sols de la commune, telle qu'elle ressort de la base de données européenne d’occupation biophysique des sols Corine Land Cover (CLC), est marquée par l'importance des territoires agricoles (93,4 % en 2018), en diminution par rapport à 1990 (99,1 %). La répartition détaillée en 2018 est la suivante : 
zones agricoles hétérogènes (33,8 %), prairies (31,6 %), terres arables (28 %), zones urbanisées (5,7 %), forêts (0,9 %). L'évolution de l’occupation des sols de la commune et de ses infrastructures peut être observée sur les différentes représentations cartographiques du territoire : la carte de Cassini (XVIIIe siècle), la carte d'état-major (1820-1866) et les cartes ou photos aériennes de l'IGN pour la période actuelle (1950 à aujourd'hui).

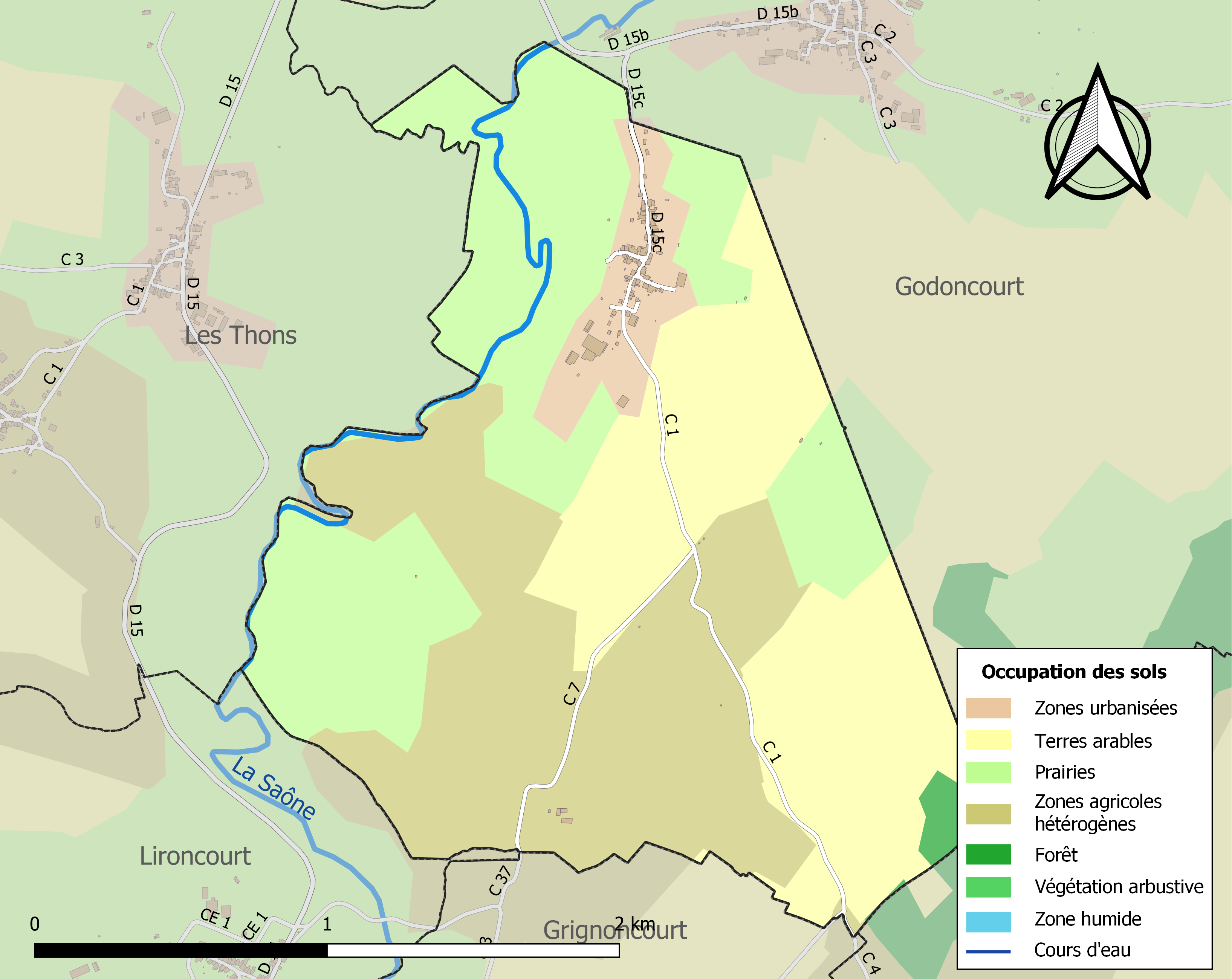
Carte des infrastructures et de l'occupation des sols de la commune en 2018 (CLC).

## Toponymie
Le nom de la localité est attesté sous les formes Figneville (1313) ; Fignieyville (1315) ; Jehan de Fungneville (1320) ; Figneville (1764).

Tout le monde est d,accord pour voir dans ce nom une composition récente en -ville (fréquente dans lʹEst de la France, la forme velle est fréquente dans les parlers romans de lʹEst, -velle est une prononciation régionale de -ville ), le radical étant constitué par le nom ancien du site. Si nous reprenons l,hypothèse présente chez Albert Dauzat, nous pourrons penser à la racine hydronymique *fiden-; signalons enfin que ce village est sur les bords de la Saône; cette grande rivière de lʹEst de la France s,est peut-être appelée un jour *siden- ou *fiden- du moins sur quelques kilomètres de son cours.

## Histoire
L’origine de Fignévelle est probablement très ancienne. Les vestiges découverts dans les communes voisines attestent que le bassin de la Saône était déjà habité à l’époque gallo-romaine. Lieu de passage, la vallée a probablement favorisé, très tôt, l’établissement de populations...
Les lances, lames, sabres et boucles de métal trouvés au lieudit Morthomme pourraient provenir de combats datant de l’arrivée des Burgondes au début du VIe siècle.
Au XIVe siècle, différents écrits font référence à Figneville (1313), Fignieyville (1315)...
Faisant historiquement partie de la Franche-Comté et formant jusqu'alors une seule paroisse avec Godoncourt, la bourgade fut rattachée à la Lorraine à la Révolution française.

## Politique et administration
| Période                                  | Période                   | Identité       | Étiquette | Qualité     |
| ---------------------------------------- | ------------------------- | -------------- | --------- | ----------- |
| Les données manquantes sont à compléter. |                           |                |           |             |
| juin 1967                                | En cours (au 25 mai 2020) | Daniel Bernard |           | Agriculteur |

### Budget et fiscalité 2022

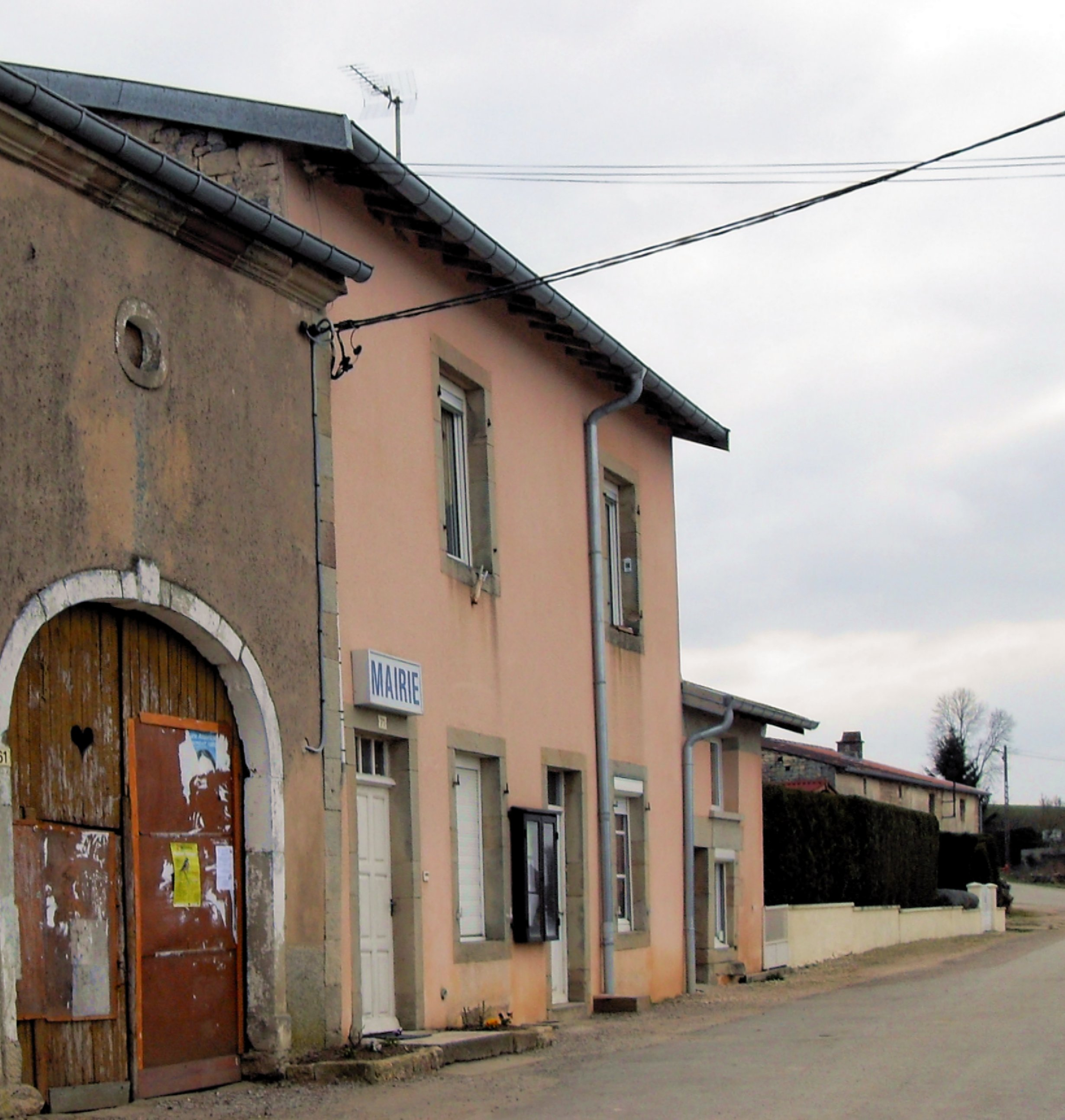
La mairie de Fignévelle.

En 2022, le budget de la commune était constitué ainsi :
- total des produits de fonctionnement : 65 000 €, soit 1 349 € par habitant ;
- total des charges de fonctionnement : 29 000 €, soit 599 € par habitant ;
- total des ressources d'investissement : 50 000 €, soit 1 046 € par habitant ;
- total des emplois d'investissement : 1 000 €, soit 28 € par habitant ;
- endettement : 0 €, soit 5 € par habitant.

Avec les taux de fiscalité suivants :
- taxe d'habitation : 28,85 % ;
- taxe foncière sur les propriétés bâties : 44,42 % ;
- taxe foncière sur les propriétés non bâties : 38,46 % ;
- taxe additionnelle à la taxe foncière sur les propriétés non bâties : 0,00 % ;
- cotisation foncière des entreprises : 0,00 %.

Chiffres clés Revenus et pauvreté des ménages en 2021 : médiane en 2021 du revenu disponible, par unité de consommation.

## Population et société

### Démographie

#### Évolution démographique
L'évolution du nombre d'habitants est connue à travers les recensements de la population effectués dans la commune depuis 1793. Pour les communes de moins de 10 000 habitants, une enquête de recensement portant sur toute la population est réalisée tous les cinq ans, les populations de référence des années intermédiaires étant quant à elles estimées par interpolation ou extrapolation. Pour la commune, le premier recensement exhaustif entrant dans le cadre du nouveau dispositif a été réalisé en 2004.

En 2022, la commune comptait 50 habitants, en évolution de +13,64 % par rapport à 2016 (Vosges : −2,96 %, France hors Mayotte : +2,11 %).
| 1793 | 1800 | 1806 | 1821 | 1831 | 1836 | 1841 | 1846 | 1856 |
| ---- | ---- | ---- | ---- | ---- | ---- | ---- | ---- | ---- |
| 276  | 277  | 320  | 267  | 250  | 258  | 256  | 258  | 239  |

| 1861 | 1866 | 1876 | 1881 | 1886 | 1891 | 1896 | 1901 | 1906 |
| ---- | ---- | ---- | ---- | ---- | ---- | ---- | ---- | ---- |
| 229  | 212  | 211  | 186  | 170  | 152  | 142  | 153  | 151  |

| 1911 | 1921 | 1926 | 1931 | 1936 | 1946 | 1954 | 1962 | 1968 |
| ---- | ---- | ---- | ---- | ---- | ---- | ---- | ---- | ---- |
| 135  | 129  | 107  | 110  | 93   | 88   | 84   | 102  | 78   |

| 1975 | 1982 | 1990 | 1999 | 2004 | 2006 | 2009 | 2014 | 2019 |
| ---- | ---- | ---- | ---- | ---- | ---- | ---- | ---- | ---- |
| 74   | 74   | 66   | 60   | 60   | 57   | 56   | 49   | 47   |

| 2022 | - | - | - | - | - | - | - | - |
| ---- | - | - | - | - | - | - | - | - |
| 50   | - | - | - | - | - | - | - | - |

### Enseignement
Établissements d'enseignements :
- Écoles maternelles et primaires à Monthureux-sur-Saône, Isches, Passavant-la-Rochère, Corre.
- Collèges à Monthureux-sur-Saône, Bourbonne-les-Bains, Lamarche, Martigny-les-Bains, Vauvillers.
- Lycée à Contrexéville.

### Santé
Professionnels et établissements de santé :
- Médecins à Monthureux-sur-Saône, Passavant-la-Rochère, Lamarche, Corre, Bourbonne-les-Bains.
- Pharmacie à Monthureux-sur-Saône, Passavant-la-Rochère, Corre, Bourbonne-les-Bains.
- Hôpitaux à Lamarche, Saint-Rémy, Vittel, Ville-sur-Illon.

### Cultes
- Culte catholique, Paroisse Notre-Dame-de-la-Saône[31], Diocèse de Saint-Dié.

## Économie

### Entreprises et commerces

#### Agriculture
- Culture et élevage associés.
- Élevage de vaches laitières.

#### Tourisme
- Hébergements et restauration à Monthureux-sur-Saône, Bourbonne-les-Bains, Melay, Claudon.

#### Commerces
- Commerces et services de proximité.

## Culture locale et patrimoine

### Lieux et monuments
- Point de vue sur la vallée de la Saône dominant trois régions administratives (Lorraine, Champagne-Ardenne et Franche-Comté).
- Église Notre-Dame-en-son-Assomption[32] avec son clocher en bâtière.
- Monument aux morts[33],[34],[35].
- Une enquête thématique régionale (architecture rurale de Lorraine : Vôge méridionale) a été réalisée par le service régional de l'Inventaire général du patrimoine culturel[36].

Fontaine - lavoir - abreuvoir,.
Fermes,.
- Deux Zones naturelles d'intérêt écologique, faunistique et floristique (Znieff][41].

### Héraldique, logotype et devise
Commune sans blason.

## Pour approfondir